# STUDY§STEADY
《STUDY§STEADY》是MARMALADE在2019年9月27日發售的戀愛冒險類型成人遊戲，2021年6月30日發售中英文版。2021年5月28日發售Fan disc《Icha Icha Steady
》，2022年6月17日發售中英文版。

## 故事簡介
男主角在高二的冬天時，與自己命中注定的女孩相遇，隨著朝夕相處下，彼此開始相戀，並一起度過聖誕節以及新年。

## 登場角色
主角(玩家自行设定姓名及称呼)
作品男主角，伊呂波學園二年級生。在愛鷹町獨居的祖母過世後，由於不想讓沒人住的家變得髒亂，原本要和父親一起搬回舊家，但父親因為臨時有要事而獨居。擁有由父親開發完成，搭載著人工智慧的手機「Coogle」。
來宮奈乃香
身高：162cm，三圍：B87（F）/W55/H85，生日：8月14日，血型：A型
男主角的同班同學，坐在男主角隔壁，總是面帶笑容，個性積極，因此朋友很多。未來的夢想是當獸醫，因此努力在補習班用功。
御前崎悠羽
身高：167cm，三圍：B91（G）/W57/H88，生日：11月12日，血型：B型
男主角的學姐，有著如同模特兒般的身材，在學校中有著很多崇拜者。講話節奏十分獨特，常讓班上同學感到突兀。
舞阪茉衣
身高：146cm，三圍：B70（A）/W53/H72，生日：3月21日，血型：O型
男主角的學妹，因為母親工作繁忙而代替母親處理家務。擅長打掃和料理。
掛川葉月
身高：158cm，三圍：B80（C）/W55/H82，生日：4月2日，血型：AB型
在男主角家裡附近的超商打工的女孩，就讀鄰鎮的學校天城女學園。個性親切友善。興趣是電玩與自行車。

## 主題曲
片頭曲「study§steady day!」
作詞：天咲麗，作曲、編曲：橋咲透，主唱：solfa feat.霜月遙、Ceui
奈乃香片尾曲
作詞：天咲麗，作曲、編曲：橋咲透，主唱：solfa feat.茶太
悠羽片尾曲
作詞：天咲麗，作曲、編曲：橋咲透，主唱：solfa feat.iyuna
茉衣片尾曲「Strange Love」
作詞、作曲、編曲：，主唱：solfa feat.
葉月片尾曲
作詞：Rin，作曲、編曲：，主唱：solfa feat.Rin

## 評價
《STUDY§STEADY》在Getchu.com舉辦的美少女遊戲大賞2019中獲得綜合部門第16名、系統部門第10名、繪圖部門第7名、角色部門御前崎悠羽第17名、色情部門第4名。

## 外部連結
- STUDY§STEADY官方網站 （页面存档备份，存于）（日語）
- イチャ×2スタディ官方網站 （页面存档备份，存于）（日語）
- STUDY§STEADY 2官方網站 （页面存档备份，存于）